# Árpád Papp (poet)
Árpád Papp (n. 19 martie 1937, Somogyaszaló, Districtul Kaposvár, județul Somogy, Ungaria – d. 10 august 2010, Ajka, Veszprém, Ungaria) a fost un poet, istoric literar, traducător și profesor maghiar. A obținut titlul de doctor în literatură (1995).

## Biografie
S-a născut într-o familie de țărani săraci. Părinții săi au fost János Papp și Mária Farkas. În 1955 a absolvit Liceul Táncsics Mihály din Kaposvár  și în perioada 1955-1959 a urmat studii de maghiară și latină la Universitatea Eötvös Loránd. În perioada studiilor a participat, printre altele, la seminarul de traducere literară al lui László Kardos. După absolvirea facultății, s-a întors ca profesor de limbile latină și italiană la fostul său liceu din Kaposvár, unde a predat în perioadele 1959-1965 și 1969-1990. Între 1965-1968 a lucrat în colectivul de cercetare în domeniul studiilor antice din cadrul Academiei Maghiare de Științe. În 1966 a fost redactor al Enciclopediei Literaturii Mondiale și a elaborat secțiunea de literatură greacă și cipriotă. În perioada 1981-1990 a fost redactor al revistei Somogy. Între 1985-1990 a fost lector la Colegiul Eötvös József al universității Eötvös Loránd, apoi între 1990 și 1994 profesor. În 1990-1994 a fost director al Mediterrán Műhely. Din 1992 a fost membru al Federației Mondiale a Maghiarilor. În perioada 1994-1995 a fost profesor la nou-înființata Academie Balaton. Din 1995 s-a ocupat de organizarea arhivei școlii.

## Activitatea literară
El a lucrat la seria Perlele literaturii mondiale și a participat la alcătuirea unor volume de poezie italiană modernă. A beneficiat de burse de studii la Atena, Cipru, Creta, Roma și Palermo și a activat ca profesor invitat la Universitatea din La Valetta. A colaborat la redactarea a peste 100 de cărți. 

## Scrieri
- Metszéspontok (poezii, 1972, 1976, 1984, 1987, 1997)
- Töredék (poezii, 1987)
- Hazai tükörcserepek (eseuri, 1987)
- Kapostól a Donig (împreună cu Ferenc Szili, jurnale, scrisori, documente, 1990)
- Írógép, végtelenített gyászszalaggal (poezii, 1997)
- Oltár csillagokig (poezii, 1998)
- Szívgyökér – Régi és új írások (poezii și alte scrieri, 2009)

## Traduceri
- Sz. Mirivilisz: Élet a sírban (roman, 1966)
- D. Hadzisz: Védtelenek (povestiri, 1966)
- Nikos Kazantzakis: Zorbász, a görög (împreună cu Kálmán Szabó, roman, 1967)
- J. Kambanellisz: Mauthausen (împreună cu Kálmán Szabó, roman, 1969)
- E. Kazantzaki: A meg nem alkuvó (jurnal, corespondență, 1979)
- A. Terzakisz: Isabeau hercegnő (roman istoric, 1980)
- J. Ritszosz: Erotika (poezii, 1984)
- K. Aszimakopulosz: Gyilkosok Spártában (roman, 1986)
- Pandelis Prevelakis: A halál lámpása (roman, 1988)
- N. Vrettakosz: Védőbeszéd (poezii, 1990)
- Ezer arc, egy álarc mögött (poezii, 1987)

## Cinstirea memoriei sale
- Premiul Fondului Artistic pentru primul volum publicat (împărțit cu Péter Esterházy și Péter Horváth) (1977) (neridicat)
- Diploma de aur a Societății Artei și Literaturii Parnasiene din Atena (1982)
- Premiul pentru cea mai bună traducere a anului (Grecia, 1990)
- distincția Pro urbe Kaposvár (1994)
- Cetățean de onoare al orașului Kaposvár (2002)

În onoarea sa a fost instituit un premiu Papp Árpád.